# Anderson Naula
Anderson Naula (n. Loja, Ecuador; 22 de junio de 1998) es un futbolista ecuatoriano. Juega como delantero o mediocampista ofensivo y su equipo actual es Guayaquil City de la Serie B de Ecuador.

## Trayectoria
Anderson Naula comenzó practicando fútbol a los 5 años por medio del incentivo de su hermano mayor. Inició su carrera como futbolista en las divisiones inferiores de Liga de Loja, club donde debutó en el 2015 en la Serie A de Ecuador.
En 2024 se unió a Técnico Universitario por una temporada en calidad de agente libre.

## Selección nacional

### Categorías inferiores

#### Participaciones en Sudamericanos
| Campeonato                     | Sede     | Resultado    | Partidos | Goles |
| ------------------------------ | -------- | ------------ | -------- | ----- |
| Sudamericano Sub-17 de 2015    | Paraguay | Tercer lugar | 9        | 3     |
| Juegos Panamericanos Lima 2019 | Perú     | Primera fase | 4        | 1     |

#### Participaciones en Copas del Mundo
| Campeonato                  | Sede  | Resultado        | Partidos | Goles |
| --------------------------- | ----- | ---------------- | -------- | ----- |
| Copa Mundial Sub-17 de 2015 | Chile | Cuartos de final | 5        | 0     |

## Estadísticas

### Clubes
Actualizado al último partido disputado el 29 de octubre de 2024.
| Club                            | Div.          | Temporada     | Liga  | Liga  | Copas nacionales | Copas nacionales | Copas internacionales | Copas internacionales | Total | Total |
| Club                            | Div.          | Temporada     | Part. | Goles | Part.            | Goles            | Part.                 | Goles                 | Part. | Goles |
| ------------------------------- | ------------- | ------------- | ----- | ----- | ---------------- | ---------------- | --------------------- | --------------------- | ----- | ----- |
| Liga de Loja · Ecuador          | 1.ª           | 2015          | 26    | 4     | —                | —                | 2                     | 0                     | 28    | 4     |
| Liga de Loja · Ecuador          | 2.ª           | 2016          | 15    | 1     | —                | —                | —                     | —                     | 15    | 1     |
| Liga de Loja · Ecuador          | Total club    | Total club    | 41    | 5     | 0                | 0                | 2                     | 0                     | 43    | 5     |
| Guayaquil City · Ecuador        | 1.ª           | 2016          | 0     | 0     | —                | —                | —                     | —                     | 0     | 0     |
| Guayaquil City · Ecuador        | 1.ª           | 2017          | 10    | 2     | —                | —                | —                     | —                     | 10    | 2     |
| Guayaquil City · Ecuador        | 1.ª           | 2018          | 25    | 5     | —                | —                | —                     | —                     | 25    | 5     |
| Guayaquil City · Ecuador        | 1.ª           | 2019          | 16    | 0     | 2                | 0                | —                     | —                     | 18    | 0     |
| Guayaquil City · Ecuador        | 1.ª           | 2020          | 3     | 0     | 0                | 0                | —                     | —                     | 3     | 0     |
| Atlético Porteño · Ecuador      | 2.ª           | 2020          | 16    | 4     | —                | —                | —                     | —                     | 16    | 4     |
| Atlético Porteño · Ecuador      | Total club    | Total club    | 16    | 4     | 0                | 0                | 0                     | 0                     | 16    | 4     |
| Deportivo Cuenca · Ecuador      | 1.ª           | 2021          | 23    | 1     | 0                | 0                | —                     | —                     | 23    | 1     |
| Deportivo Cuenca · Ecuador      | Total club    | Total club    | 23    | 1     | 0                | 0                | 0                     | 0                     | 23    | 1     |
| Libertad F. C. · Ecuador        | 2.ª           | 2022          | 31    | 7     | 2                | 0                | —                     | —                     | 33    | 7     |
| Libertad F. C. · Ecuador        | 1.ª           | 2023          | 30    | 3     | 0                | 0                | —                     | —                     | 30    | 3     |
| Libertad F. C. · Ecuador        | Total club    | Total club    | 61    | 10    | 2                | 0                | 0                     | 0                     | 63    | 10    |
| Técnico Universitario · Ecuador | 1.ª           | 2024          | 3     | 0     | 0                | 0                | —                     | —                     | 3     | 0     |
| Técnico Universitario · Ecuador | Total club    | Total club    | 3     | 0     | 0                | 0                | 0                     | 0                     | 3     | 0     |
| Guayaquil City · Ecuador        | 2.ª           | 2024          | 16    | 3     | 3                | 1                | —                     | —                     | 19    | 4     |
| Guayaquil City · Ecuador        | Total club    | Total club    | 70    | 10    | 5                | 1                | 0                     | 0                     | 75    | 11    |
| Total carrera                   | Total carrera | Total carrera | 214   | 30    | 7                | 1                | 2                     | 0                     | 223   | 31    |
| 1. 2.                           |               |               |       |       |                  |                  |                       |                       |       |       |